# Nazionale maschile di rugby a 15 di El Salvador
La nazionale di rugby XV di El Salvador (selección de rugby de El Salvador) rappresenta El Salvador nel rugby a 15 non ha ancora esordito a livello internazionale, ma partecipa al campionato Guatemalteco di rugby dal 2009.